# Anna Lindhová
Ylva Anna Maria Lindhová (19. červen 1957, Enskede – 11. září 2003, Stockholm) byla švédská politička, představitelka Sociálnědemokratické strany, v letech 1994–1998 ministryně životního prostředí, 1998–2003 ministryně zahraničí Švédska. V roce 2003, ve svých 46 letech, se stala obětí atentátu.

## Politická kariéra
Již ve 12 letech se začala politicky angažovat, když vstoupila do mládežnické organizace sociálnědemokratické strany (Sveriges Socialdemokratiska Ungdomsförbund) a účastnila se protestů proti válce ve Vietnamu. Na Uppsalské univerzitě vystudovala roku 1982 právo. O rok později byla prvně zvolena do parlamentu. Roku 1984 se stala první ženskou předsedkyní Sveriges Socialdemokratiska Ungdomsförbund a silně se věnovala zahraničně-politickým tématům, zejména boji za odzbrojení během Studené války. Roku 1994 ji premiér Ingvar Carlsson prvně pozval do vládního kabinetu a pověřil ji řízením ministerstva životního prostředí. Zde proslula svými iniciativami, které vedly k první legislativě Evropské unie proti nebezpečným chemickým látkám v průmyslu a proti tzv. kyselým dešťům. Roku 1998 ji premiér Göran Persson jmenoval ministryní zahraničí. V roce 2001 během švédského předsednictví Evropské unii se silně angažovala při kosovsko-makedonské krizi. Těsně před smrtí, v roce 2003, tvrdě bojovala za přijetí eura ve Švédsku a byla hlavní tváří kampaně propagující toto přijetí.

## Vražda

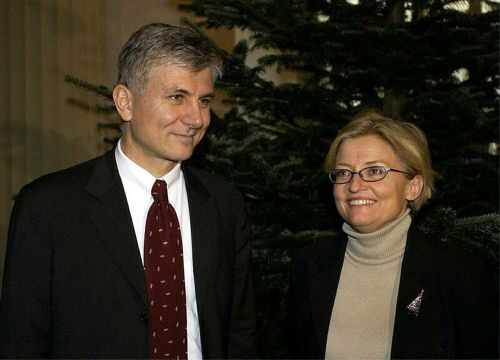
Šest měsíců před svým zavražděním navštívila Srbsko, na snímku s premiérem Zoranem Đinđićem

10. září 2003 byla při nákupu v obchodě Nordiska Kompaniet v centru Stockholmu pobodána neznámým mužem. Kupovala si právě nové boty pro televizní debatu k referendu o přijetí eura, jež se měla odehrát druhý den (referendum pak za 4 dny, 14. září). Ač byla ve funkci ministryně zahraničí, nebyla v obchodě chráněna bodyguardem, což vyvolalo posléze údiv veřejnosti a řadu spekulací. Po útoku byla ihned převezena do univerzitní nemocnice Karolinska. Podstoupila sérii zákroků, nicméně v půl šesté ráno 11. září zemřela. Útočníkovi se z obchodu podařilo utéct. Zachytila ho ovšem bezpečnostní kamera. Fotografii z ní švédská policie zveřejnila dva dny po útoku. 16. září zadržela Mijailo Mijailoviće, Srba narozeného ve Švédsku, a obvinila ho z vraždy Anny Lindhové. 6. ledna 2004 se Mijailović přiznal. 23. března 2004 ho soud poslal na doživotí do vězení. Nepomohlo mu ani to, že se zřekl švédského občanství a žádal o vydání do své vlasti – do Srbska. O politických motivech jeho činu se silně spekulovalo, švédský tisk například zveřejnil fotografii, na níž Mijailović naslouchá na mítinku pravicové Lidové liberální strany (Folkpartiet liberalerna) jejímu předsedovi Larsi Leijonborgovi těsně před atentátem, avšak sám Mijailović jakýkoli politický motiv popřel, stejně jako to, že by při vraždě hrál roli jeho balkánský původ. Oficiální závěr vyšetřování byl, že vražda nebyla politickou, ač byl Mijailović shledán psychicky zdravým. Vznikla též řada konspiračních teorií (neonacistické či sionistické spiknutí apod.) Referendum o euru se konalo v původním termínu, a navzdory obavám odpůrců eura, že sympatie k zavražděné Lindhové výsledky ovlivní, přijetí eura bylo v hlasování odmítnuto.